# ۱۱۲۲ (میلادی)
۱۱۲۲ (میلادی) هزار و صد و بیست و دومین سال تقویم میلادی است.

## درگذشتگان
- حسن صباح

‎